# Karl-Heinrich Hartge
Karl Heinrich Hartge (* 18. März 1926 in Dorpat/Tartu, Estland; † 11. Juni 2009 in Garbsen bei Hannover) war ein deutscher Gartenbauwissenschaftler und Bodenkundler. Er gilt als der Begründer der modernen Bodenphysik in Deutschland.

## Leben
Karl Heinrich Hartges Familie war seit mehreren Generationen im Gouvernement Estland ansässig. Hartge wuchs in Reval, dem heutigen Tallinn, auf und besuchte dort ab 1933 die Hessesche Schule, ab 1937 die Ritter- und Domschule zu Reval. Als Kind und Jugendlicher erkrankte er an Kinderlähmung und Lungentuberkulose und wurde daher nicht zum Kriegsdienst eingezogen. Nach Beginn des Zweiten Weltkriegs wurde die Familie im Winter 1939 im Zuge der Umsiedlung der Deutsch-Balten über Gotenhafen/Gdynia nach Bromberg/Bydgoszcz umgesiedelt. Von dort floh die Familie Anfang 1945 ins spätere Niedersachsen.
Nach einem nachgeholten Abitur an der Graf-Friedrich-Oberschule in Diepholz 1946 absolvierte er eine Lehre als Baumschulgärtner und arbeitete danach als Gärtnergehilfe in Baumschulen in Norddeutschland, Dänemark und Schweden. Anschließend studierte er ab November 1952 an der Fakultät für Gartenbau und Landeskultur der Technischen Hochschule (TH) Hannover Gartenbau und schloss sein Studium 1955 als Diplom-Gärtner ab.
Am 8. Juli 1958 wurde er unter Professor Paul Schachtschabel mit einer Arbeit zum Thema Die Wirkung des Kalkes auf die Strukturstabilität von Ackerböden zum Dr. rer. hort. promoviert und war anschließend als wissenschaftlicher Mitarbeiter am Institut für Bodenkunde der Fakultät für Gartenbau und Landeskultur der TH Hannover tätig.
Im Herbst 1963 reichte er seine Habilitationsschrift zum Thema Eigenschaften und Bestimmung der Hohlräume im Boden ein und erlangte am 5. Dezember 1963 die venia legendi und Aufnahme in den Lehrkörper der TH als Privatdozent.
Ab 1970 war er außerordentlicher Professor für Bodenphysik an der TH Hannover (seit 2006 Gottfried Wilhelm Leibniz Universität Hannover). Im Lauf seines aktiven Berufslebens betreute er 14 Doktoranden und Doktorandinnen aus Deutschland, der Türkei, China und Chile. Dienstliche Reisen führten ihn in die europäische und zentralasiatische Sowjetunion, die USA, nach Lateinamerika, Asien und Australien.
Nach seiner Emeritierung 1991 war er von Januar bis August 1992 als Gründungsdirektor des ZALF (Zentrum für Agrar- und Landschaftsforschung) in Müncheberg (Brandenburg) ehrenamtlich tätig.
Im Jahr 2005 wurde ihm die Ehrendoktorwürde der Agrar- und Ernährungswissenschaftlichen Fakultät der Christian-Albrechts-Universität zu Kiel verliehen.
Karl Heinrich Hartge war von 1958 bis zu seinem Tod verheiratet und Vater dreier Kinder.

## Veröffentlichungen
Karl Heinrich Hartge war Verfasser von mehr als 150 Publikationen auf Deutsch und Englisch in national und international anerkannten Zeitschriften sowie zahlreicher Buchkapitel. Von 1976 bis 1998 war er Mitautor des Scheffer/Schachtschabel (Lehrbuch der Bodenkunde, 9. – 14. Aufl., Kapitel Bodenphysik. 1. Aufl.: Stuttgart: Ferdinand Enke, 1937). Seine Einzelpublikationen Bodenphysikalisches Praktikum (1971) und Einführung in die Bodenphysik (Stuttgart: Ferdinand Enke, 1978) galten als Standardtitel. Die Einführung in die Bodenphysik wurde ins Englische (Essential Soil Physics. Stuttgart: Schweizerbart, 2016) und Japanische (Dojo butsurigaku gairon. Tokyo: Hakuyu-sha, 1985) übersetzt.

## Auszeichnungen
- Ehrenmitglied der Deutschen Bodenkundlichen Gesellschaft
- Ehrenmitglied der Polnischen Bodenkundlichen Gesellschaft
- Ehrenmitglied der Internationalen Bodenkundlichen Gesellschaft
- Kronenkreuz der Diakonie in Gold
- Dokutschajew-Medaille der Bodenkundlichen Gesellschaft der UdSSR
- 2009: Bundesverdienstkreuz (1. Klasse)